# 새로운 건축의 다섯 가지 요소

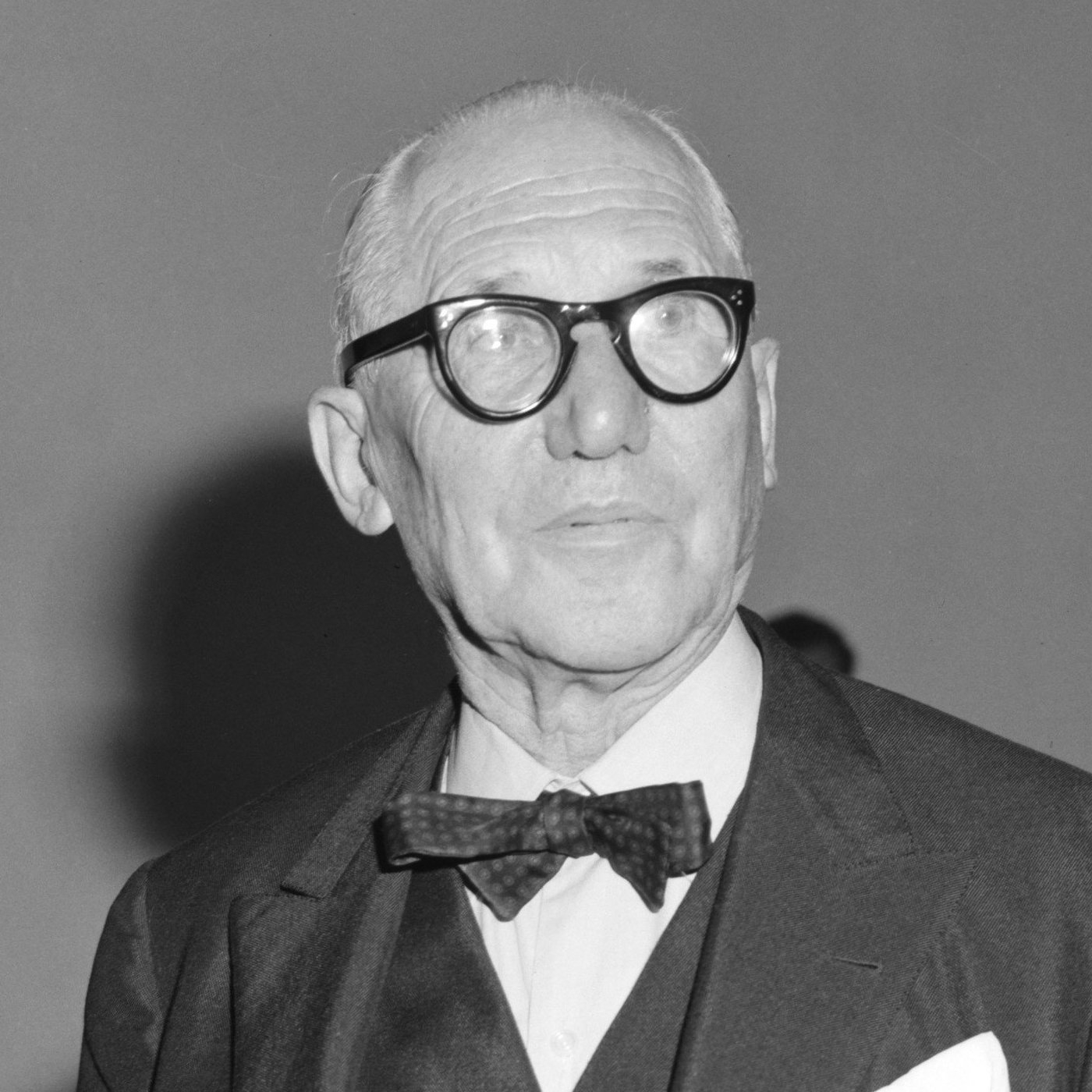
르 코르뷔지에(Le Corbusier, 1887년 10월 6일 – 1965년 8월 27일)

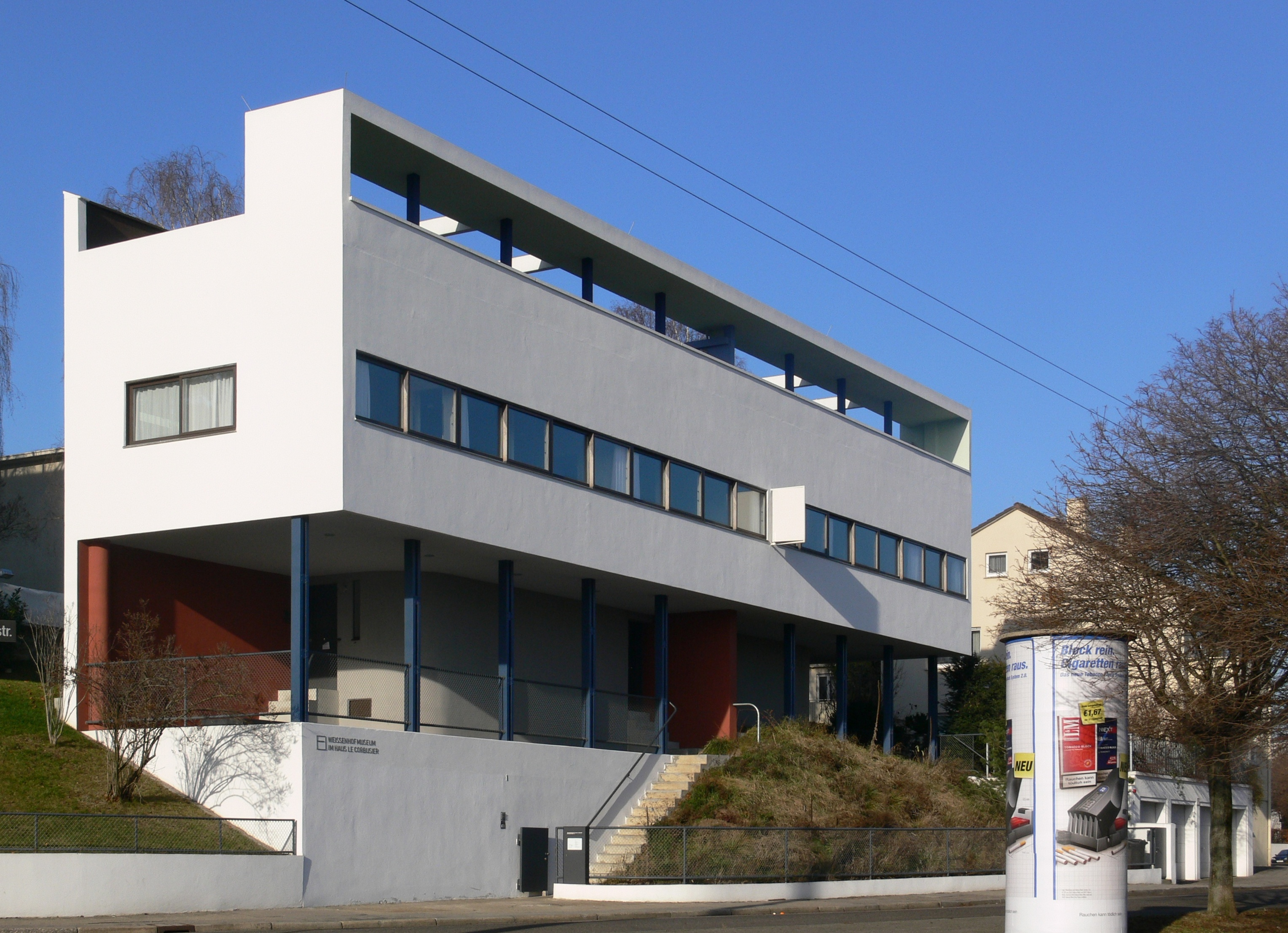
독일의 코르뷔지에 하우스(Corbusier Haus, Germany, 1927)

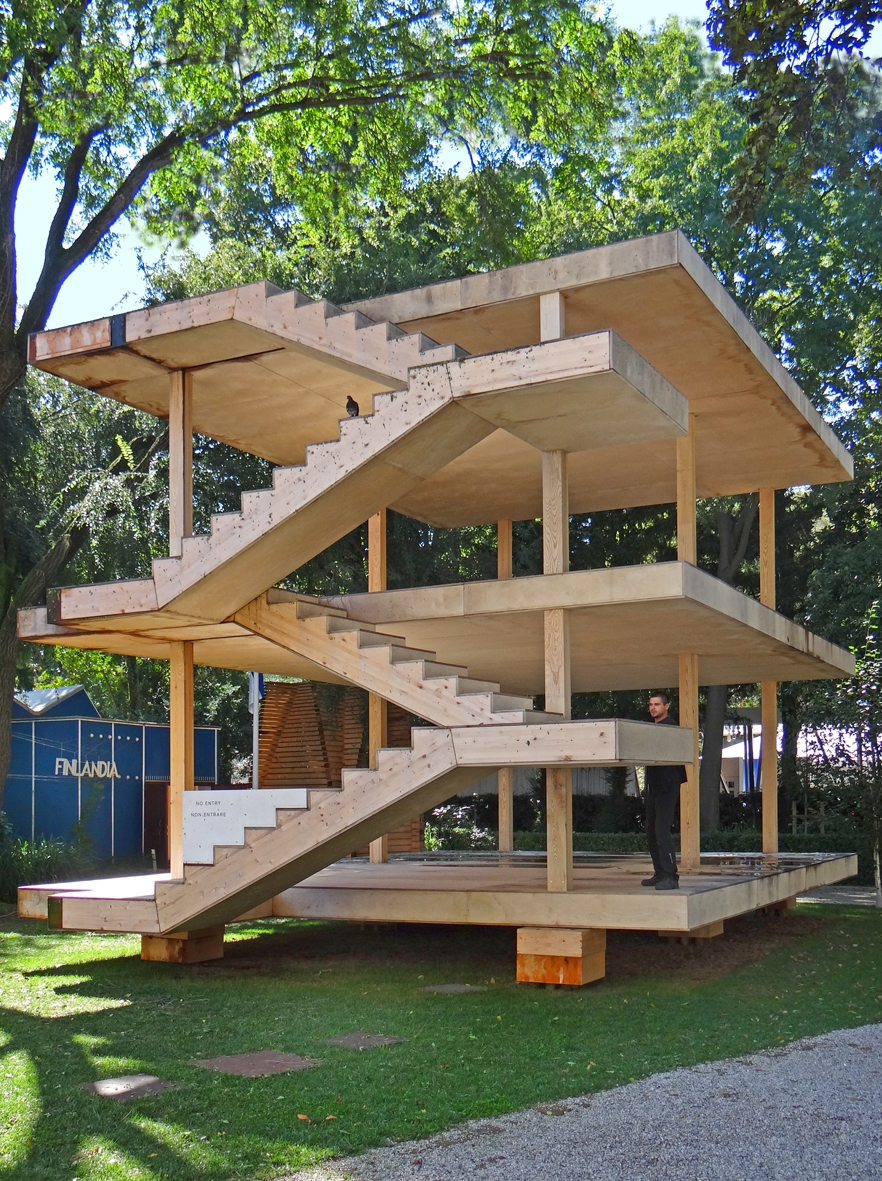
2014년 베니스 비엔날레를 위해 지어진 1:1 스케일의 도미노 하우스(La maison Dom-ino de Le Corbusier, Biennale d'architecture 2014, Venise)

르 코르뷔지에(Le Corbusier, 1887년 10월 6일 ~ 1965년 8월 27일)는 스위스 태생의 프랑스 건축가, 도시계획가, 작가다. 도미노(Dom-ino) 시스템을 바탕으로 '새로운 건축의 다섯 가지 요소'를 제창했다. 1920년대 후반에 지은 빌라에 건축의 다섯 가지 요소를 구체적으로 나타내며 빌라 사부아(Villa Savoye, 1929-1931)에 가장 많이 적용했다. 그는 잡지 『레스프리 누보』와 그의 저서 『건축을 향하여』를 통해 새로운 건축의 다섯 가지 요소를 설명했다. '새로운 건축의 다섯 가지 요소'는 '새로운 건축의 5원칙', '근대 건축의 5원칙', '현대 건축의 5원칙', '르 코르뷔지에 건축의 5가지 요소'로도 불린다.

## 필로티(les polotis)
필로티(les polotis)는 건물을 지상 위로 들어올리는 기둥 구조를 말한다. 철근 콘크리트 기둥으로 건물 전체를 지탱하며, 1층은 기둥만 있는 공간으로 활용하고 2층 이상에 실내 공간을 만드는 건축 방법이다. 필로티는 건물 내부 배열을 고려하지 않고, 특정한 동일 간격으로 배치된다. 건축 구조의 대부분을 공중으로 띄우고 비워진 1층의 공간은 정원, 주차장 등으로 활용한다. 기존 벽체 구조에서는 건축물의 무게를 지탱해야 하는 벽의 두께가 두꺼웠고, 채광이 어려우며 실내 공간을 자유롭게 활용하지 못했다. 최소한의 콘크리트 기둥으로 필로티를 만들어 건축하며 벽체의 부담을 덜고 채광과 공간의 자유로움을 얻게 되었다.

## 옥상 정원(Roof garden)
옥상 정원(Roof garden)은  건물 옥상에 정원을 설치해 필로티로 인해 생긴 면적 손실을 회복하고 녹지를 마련하는 개념이다. 옥상 정원은 눈 비가 내릴 경우 누수를 방지해주고 습도조절을 해준다. 또한 물리적, 기능적으로 건축 면적을 넓히고 조형미를 더하며, 사람에게는 휴식 공간을 제공한다. 건축적 산책로의 구조를 형성하는 경사로는 지면 높이에서 3층의 옥상 테라스까지 이어져 있다. 르 코르뷔지에는 기술적, 경제적, 기능적 및 정신적인 이유로 옥상 정원을 채택할 것을 권유한다.

## 열린 평면(Free plan)
'열린 평면(Free plan)', '자유로운 평면'은 건물 구조에 영향을 받지 않고 건물의 내부를 건축가가 원하는 개방형 평면으로 자유롭게 구성하는 방식이다. 필로티의 기둥 체계로 내부 칸막이 벽들은 필요한 곳에 배치 되고, 각 층은 다른 층과 완전하게 독립된다. 지지벽의 필요없이 바닥공간을 자유롭게 배열하여 실내의 모든 바닥이 각 방과 연결된다. 필로티로 인해 실내공간의 계획을 자유롭게 구성할 수 있으며, 건축 면적과 금전적으로도 절약된다.
- “평면을 만든다는 것은 생각을 명확하게 결정하는 일이다. 그것은 여러 가지 생각을 가졌다는 것이다. 즉 이러한 생각을 정리하여 알기 쉽고 실현 가능하며 전달 가능한 형태로 만드는 일이다. 평면이라는 것은 재료의 분석표처럼 다소 요약된 것이라고 말할 수 있다. 이런 요약된 상태는 수정처럼 맑으며, 기하학의 도식과 같은 것이다. 거기에는 많은 생각과 추구하려고 한 동기가 담겨 있다.”(Le Corbusier, 1923)[4]

## 자유로운 입면(Free facede)
파사드(facede)는 건물 입면, 정면이나 측면으로부터 수평으로 본 모양을 의미한다. 보통 건물의 출입구로 이용되는 정면 외벽 부분을 가르킨다. 르 코르뷔지에는 철근 콘크리트와 도미노 시스템을 통해 입면도 자유로워질 수 있다고 인지했다. '자유로운 입면(Free facede)'은 건축물을 지탱하는 기둥(구조체)을 후면에 배치하는 방식이다. 건축가는 건물의 외부를 구조적 기능과 분리하여 벽면이 건물을 지지하는 하중이나 구조로부터 영향을 받지 않고 자유롭고 특별한 건축을 할 수 있다.

## 띠 유리창(Ribon Windows)
'띠 유리창(Ribon Windows)'은 '가로로 긴 창'으로 불린다. 가로로 긴 창을 연속적으로 배치해 채광을 높이며 파노라마 뷰로 주변의 경관을 볼 수 있게 한다. 필로티를 사용함으로 벽이 건물을 지탱하지 않아 창문을 가로로 길게 만들 수 있게 되었다. 르 코르뷔지에는 실내를 밝게 하는 것이 수평창을 사용한 이유라고 설명한다. 가로로 긴 창을 사용하면 방들은 일정하게 채광되고, 동일한 창문 면적의 수직창보다 여덟 배 높은 조도를 얻는다. 빌라 사부아(Villa Savoye)에서 르 코르뷔지에는 파사드의 전체를 활용해 가로로 긴  창을 건축했다.